# William Carey
William Carey (17. srpna 1761 – 9. června 1834) byl anglický baptistický misionář známý jako „otec moderní misie“.
Byl jedním ze zakladatelů Baptistické misijní společnosti. Jako misionář v dánské kolonii Serampore v Indii, přeložil Bibli do bengálštiny, sanskrtu a řady dalších jazyků a nářečí.
Dnes jsou po něm pojmenovány čtyři univerzity: William Carey International University v Pasadeně v Kalifornii, Carey Theological College ve Vancouveru v Britské Kolumbii, Carey Baptist College a William Carey University v Hattiesburgu v Mississippi.